# Clarkia rostrata
Clarkia rostrata är en dunörtsväxtart som beskrevs av W. S. Davis. Clarkia rostrata ingår i släktet clarkior, och familjen dunörtsväxter. Inga underarter finns listade i Catalogue of Life.